# Catoira

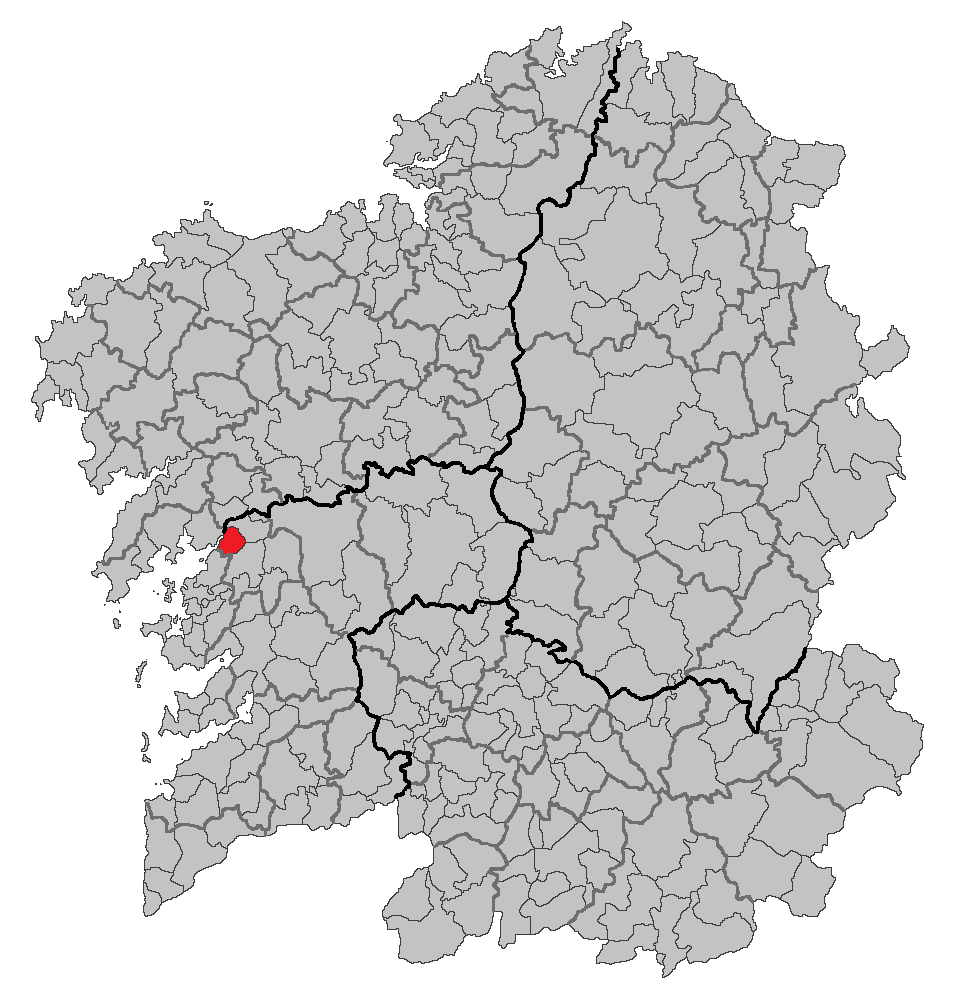
Catoira, Pontevedra, Galizia

Catoira è un comune spagnolo di 3 402 abitanti situato nella comunità autonoma della Galizia.
Il comune ha 4 parrocchie. Confina con i consigli di città di Rianxo, Valga, Caldas de Reis, Vilagarcía de Arousa e con il fiume Ulla.
Fra le celebrazioni più importanti sono: Il Romería Vikinga -1º Domingo agosto (dichiarato di interesse turistico l'internazionale), le celebrazioni di sorveglianza - local del San Antonio de Padova -2º Domingo de Julio -, durante cui la celebrazione gastronomica famosa del Solla è celebrata, inoltre le parrocchie differenti celebra (durante l'estate) le relative celebrazioni locali.